# 阿倫德·弗里德里希·奧古斯特·魏格曼
阿倫德·弗里德里希·奧古斯特·魏格曼（德語：Arend Friedrich August Wiegmann，1802年6月2日—1841年1月15日）是一名德國動物學家和爬蟲動物學家。
他曾在萊比錫大學學習醫學和語言學，之後在柏林擔任辛里奇·利希滕斯坦的助手。1828年，他成為科隆大學的教授，兩年後又成為柏林大學的特聘教授。
魏格曼擅長研究動物學和哺乳動物學。1835年，他與其他學者一起創辦了動物學期刊《自然歷史檔案》，又稱「魏格曼檔案」。他與約翰·弗里德里希·魯特共同編寫了一本重要的動物學教科書《動物學手冊》。1834年，魏格曼出版了《墨西哥爬行動物學》（Herpetologia Mexicana），這是一本關於墨西哥爬蟲類的專著。
1841年，他因肺結核在柏林逝世，享年38歲。
他的父親阿倫德·弗里德里希·魏格曼是德國植物學研究員。

## 魏格曼描述的物種
在他所描述的眾多爬行動物中，有 55 個物種至今仍被認為是有效的，其中包括：
- 墨西哥毒蜥（Heloderma horridum），1829年
- 中華鱉（Pelodiscus sinensis），1834年[2]
- 玉米蜥（Laemanctus longipes），1834年

他還描述了幾種新的兩棲動物。